# Hycel (film)
Hycel lub Łowca nagród (tytuł oryg. Bounty Tracker) – amerykański film sensacyjny z 1993.
Fabuła skupia się na tragedii słynnego łowcy nagród, który odwiedzając swojego brata jest świadkiem zabójstwa jego i jego żony przez nasłanych morderców mafijnego bossa.

## Główne role
- Lorenzo Lamas jako Johnathan Damone
- Matthias Hues jako Erik Gauss
- Cyndi Pass jako Jewels
- Eric Mansker jako Ramses
- Brooks Gardner jako Max Talton
- Eugene Robert Glazer jako Luis Sarazin
- Judd Omen jako Alberto Manuel
- Eddie Frias jako Tony
- George Perez jako Tiny
- Whip Hubley jako Detektyw Ralston
- Paul Regina jako Paul Damone